# 33553 Nagai
33553 Nagai este un asteroid din centura principală de asteroizi.

## Descriere
33553 Nagai este un asteroid din centura principală de asteroizi. A fost descoperit pe 11 mai 1999 la Nanyo de Tomimaru Okuni. El prezintă o orbită caracterizată de o semiaxă mare de 2,56 ua, o excentricitate de 0,08 și o înclinație de 6,8° în raport cu ecliptica.